# Der Bürger als Edelmann (Strauss)
Der Bürger als Edelmann (op. 60b-IIIa) ist eine Orchestersuite von Richard Strauss, die er 1919 aus den Musikstücken zur gleichnamigen Ballettkomödie (komponiert zwischen 1911 und 1917) zusammengestellt hat.

## Entstehung und Uraufführung

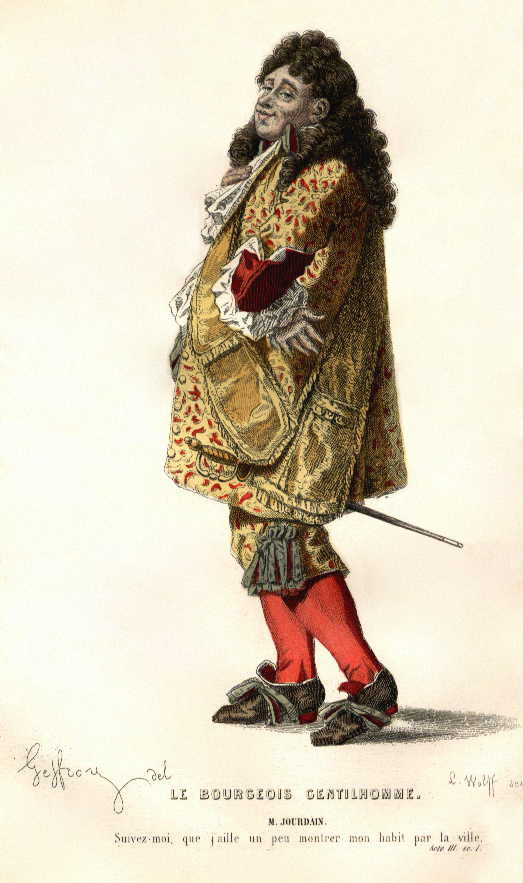
Monsieur Jourdain, der edelmännische Bürger

Das Werk entstand aus der Idee Hugo von Hofmannsthals, die Ballettkomödie Der Bürger als Edelmann von Molière aus dem Jahr 1670 mit einer vereinfachten Handlung und einer Commedia-dell’arte-Truppe wiederzubeleben.
Im Mittelpunkt der Handlung steht der Geschäftsmann Monsieur Jourdain, ein neureicher Emporkömmling, der unbedingt in die adeligen Kreise gelangen möchte.
Zum Abschluss sollte die Oper Ariadne auf Naxos als Einakter (erste Fassung TrV 228) gespielt werden. Die Uraufführung fand am 25. Oktober 1912 in Stuttgart statt. Es zeigte sich jedoch, dass viele Zuschauer kein Interesse an der Oper oder an der Komödie hatten, so dass sich Strauss und Hofmannsthal entschieden, die beiden Werke voneinander zu trennen. Zunächst wurde die überarbeitete Oper Ariadne auf Naxos (zweite Fassung TrV 228a) am 4. Oktober 1916 in Wien uraufgeführt.
Die Komödie wurde von Hofmannsthal nochmals überarbeitet und am 25. Dezember 1917 in München vorgestellt. In diese Version von 1917 wurden von Strauss weitere Ballettstücke eingefügt. Die Uraufführung erfolgte dann am 9. April 1918 in Berlin (Deutsches Theater, Regie: Max Reinhardt, Dirigent: Einar Nilsson).
Aus dieser neuen Fassung der „Bühnenmusik zum Bürger als Edelmann des Molière“ stellte Strauss im Jahr 1919 die Orchestersuite Der Bürger als Edelmann (TrV 228c) zusammen. Die Uraufführung dieser Konzertfassung fand am 31. Januar 1920 in Wien unter der Leitung des Komponisten statt.

## Aufbau des Werks
Die Suite besteht aus neun Abschnitten:
1. Ouvertüre
2. Menuett
3. Der Fechtmeister
4. Auftritt und Tanz der Schneider
5. Menuett des Lully
6. Courante
7. Auftritt des Cleonte
8. Vorspiel
9. Das Diner

Die Komposition gehört zu den sogenannten neoklassizistischen Werken von Richard Strauss und ist in den Abschnitten 5 bis 7 von der französischen Barockmusik des Jean-Baptiste Lully inspiriert.
Weitere neoklassizistische Werke von Strauss, die ebenfalls auf die französische Barockmusik zurückgreifen, sind seine Tanzsuite aus Klavierstücken von François Couperin (1923) und sein Divertimento für Kammerorchester, ebenfalls nach Klavierstücken von François Couperin, op. 86 (1941).

## Besetzung und Spieldauer
2 Flöten (auch kleine Flöten), 2 Oboen, 2 Klarinetten, 2 Fagotte, 2 Hörner, Trompete, Posaune, Pauken, Schlagzeug, Harfe, Klavier, 6 Violinen, 4 Bratschen, 4 Celli, 2 Kontrabässe. Die Aufführungsdauer beträgt etwa 35 Minuten.
Der Alternativname lautet: Le bourgeois gentilhomme.
Hinweis: Die Bühnenmusik zur Ballettkomödie Der Bürger als Edelmann (TrV 228b), die Richard Strauss 1912 komponiert und 1917 überarbeitet und ergänzt hat, besteht aus 16 Abschnitten und ist für 3 Singstimmen, Chor und Orchester ausgeführt. Die Aufführungsdauer beträgt etwa 65 Minuten.

## Konzertaufzeichnungen
- Festkonzert 150 Jahre Dresdner Philharmonie – Dresdner Philharmonie unter Marek Janowski (29. November 2020) (abgerufen am 1. Dezember 2020)
- WDR-Sinfonieorchester unter Cristian Măcelaru (2019) (abgerufen am 1. Dezember 2020)
- Richard Strauss Festival Garmisch-Partenkirchen – Philharmonische Kammerorchester München unter Michael Helmrath (abgerufen am 1. Dezember 2020)
- Radio-Symphony-Orchester Berlin unter Erich Leinsdorf (1976) (abgerufen am 1. Dezember 2020)